# Diocesi di Valliposita

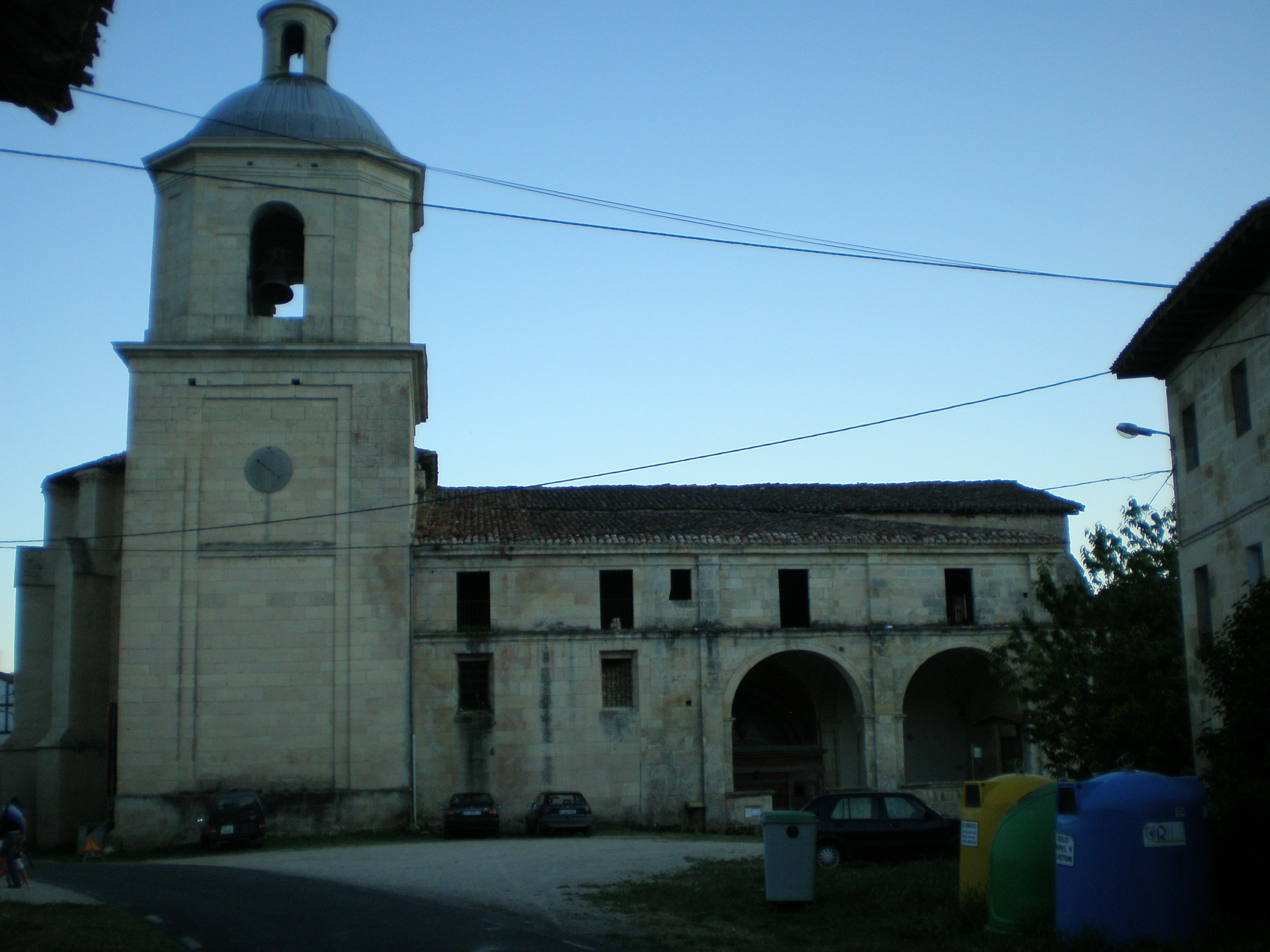
La collegiata di Santa Maria a Valpuesta

La diocesi di Valliposita (in latino: Dioecesis Vallispostana) è una sede soppressa e sede titolare della Chiesa cattolica.

## Storia
Con la scomparsa della diocesi di Auca dopo l'invasione araba dell'VIII secolo, nella regione di Burgos si formarono diverse diocesi, a mano a mano che il territorio veniva riconquistato.
Una di queste diocesi fu quella di Valliposita (con sede a Valpuesta, località minore oggi nella provincia di Burgos). Essa nacque nell'804, quando il vescovo Juan pose la sua sede nella collegiata di Santa Maria, con il beneplacito del re Alfonso II il casto.
Dal 1052 al 1065 Valliposita fu unita alla diocesi di Naiera (Nájera) sotto il vescovo Gómez.
La diocesi fu soppressa nel 1084 ed il suo territorio incorporato in quello della diocesi di Burgos.
Secondo l'autore di España Sagrada, non c'è continuità storica fra le sedi di Auca, Valliposita e Burgos, secondo la teoria per cui la sede di Auca fu trasferita a Valliposita e poi a Burgos. Auca e Valliposita sono, secondo il medesimo autore, sedi episcopali distinte, per la presenza di vescovi nello stesso momento storico.
Dal 1969 Valliposita è annoverata tra le sedi vescovili titolari della Chiesa cattolica; dal 23 aprile 2024 il vescovo titolare è Vicente Martín Muñoz, vescovo ausiliare di Madrid.

## Cronotassi

### Vescovi
- Juan † (804 - 843)
- Antonio † (863)
- Felmiro † (876 - 881)
- Fredulfo † (884 - 890)
- Diego I † (900)
- Diego II † (929 - 957)
- Martín † (963 - 992)
- Blas (Velasco) † (1008 - 1011)
- Sancho † (1011 - 1022)
- Munio I † (1024 - 1037)
- Atón † (1037 - 1049)
- García † (1049 - 1052)
- Gómez † (1052 - 1065)
- Munio II † (1065 - 1087)

### Vescovi titolari
- Louis La Ravoire Morrow, S.D.B. † (31 ottobre 1969 - 27 aprile 1971 dimesso)
- Constantino José Lüers, O.F.M. † (13 aprile 1973 - 24 marzo 1976 nominato vescovo di Penedo)
- Joseph Abel Francis, S.V.D. † (3 maggio 1976 - 1º settembre 1997 deceduto)
- Angelito Rendon Lampon, O.M.I. (21 novembre 1997 - 6 novembre 2018 nominato arcivescovo di Cotabato)
- Sebastián Chico Martínez (20 febbraio 2019 - 25 ottobre 2021 nominato vescovo di Jaén)
- Vicente Martín Muñoz, dal 23 aprile 2024